# Paul Wilwertz
Paul Wilwertz (Wiltz, 7 d'abril de 1905 - Ciutat de Luxemburg, 28 de desembre de 1979) fou un polític luxemburguès membre del Partit Socialista dels Treballadors (LSAP). Va ocupar el càrrec d'alcalde de la ciutat de Luxemburg durant cinc anys. A més a més, va ser membre de la Cambra de Diputats de Luxemburg.
Nascut a Wiltz, Wilwertz va assistir a l'Ateneu de Luxemburg a la ciutat de Luxemburg, abans d'estudiar dret a Nancy, Universitat de Montpeller i Tolosa de Llenguadoc. Es va unir al partit quan tenia 21 anys. El 1945 va ser el Director de l'Oficina Nacional d'Ocupació (ONT). El mateix any, va ser nomenat membre del Consell d'Estat i va seure al Consell d'Administració de la LSAP per primera vegada.
També va ser elegit per al consell de l'Ajuntament de la ciutat de Luxemburg. A l'any següent, va ser el candidat del LSAP per a alcalde, en aquesta ocasió no va obtenir l'èxit esperat. Va ser membre de la Cambra de Diputats a les eleccions legislatives luxemburgueses de 1951. Va renunciar al seu càrrec a l'ONT, i es va convertir en President del seu partit, ocupant el càrrec durant un any.
Wilwertz va renunciar al Consell d'Estat el 29 de juny de 1954, després de les eleccions de 1954, per poder unir-se al govern com Comissari General d'Assumptes Econòmics. Es va reprendre el càrrec de president del partit LSAP el 1955. El 31 de desembre 1957, el seu títol va ser modificat per fer-ho per primera vegada com a Secretari d'Estat de Luxemburg. L'11 de febrer de 1958, va ser novament promogut com a Ministre d'Economia en substitució de Michel Rasquin.
Després de les eleccions de 1959, el LSAP va ser substituït com el Partit Popular Social Cristià (CSV) soci de la coalició pel Partit Democràtic. Wilwertz va ser reelegit per al Consell d'Estat el 30 de desembre de 1959, i va romandre fins al 16 de desembre de 1968, quan novament va ser reelegit a la Cambra de Diputats. Va ser alcalde de la ciutat de Luxemburg el 1963, recolzat per una coalició LSAP-CSV, i va ocupar el càrrec des de 1964 fins a 1969.
A més a més de la seva carrera política, Wilwertz va estar molt involucrat en l'administració esportiva. Va ser President de la Federació de Ciclisme de Luxemburg abans de l'ocupació nazi, i novament des de 1945 fins a 1967, temps durant el qual també era un vicepresident de la Unió Ciclista Internacional. Entre 1950 i 1970, Wilwertz ocupo el càrrec de president del Comitè Olímpic i Esportiu Luxemburguès (COSL).